# 五金店
五金店（英語：Hardware store），又稱五金行，是指專門售賣油漆、螺絲釘子、水喉配件等器具的店鋪。五金店賣的產品屬於半製成品耗材和建築業工具。一些家品店雖然售賣電器、廚房用品、牀上用品等，不過它們的目標客人有所分別，所以未必能取代五金店。

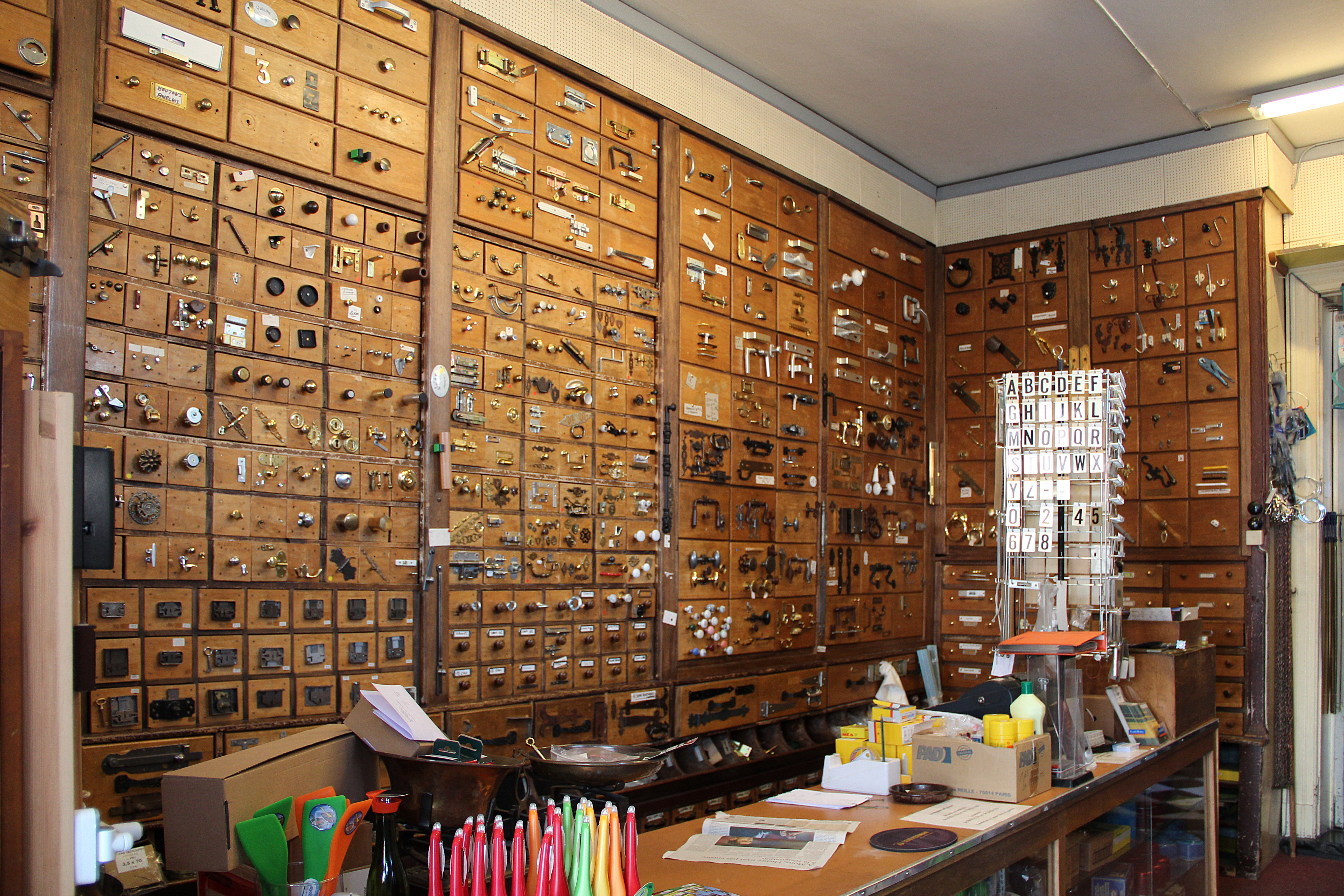
比利時蘇瓦尼一間典型老五金店的內部

許多五金店依據所在地和客戶羣的興趣設有專供部門，售販的東西包括打獵釣魚工具、船上用品、寵物食品和農場用品等。目前世界上最大的四家五金零售店分別是家得寶（美國）、Lowe's（美國）、翠豐公司（英國）和歐倍德（德國）。

## 上海
清末上海五金行业獨領風騷，最為成功是葉澄衷，被稱為五金大王，是整個中國五金的先驅。